# Historischer Verein für die Grafschaft Ravensberg
Der Historische Verein für die Grafschaft Ravensberg ist ein Geschichtsverein mit Sitz in Bielefeld. Er konstituierte sich am 27. Mai 1876. Zu seinen Aufgaben zählte es „die Denkmäler der Kunst und Literatur zu erhalten, zu sammeln und in dem Sinne zu verwerthen, dass der geschichtliche Zusammenhang mit der Vergangenheit unserer Stadt und Landschaft erkannt und gewahrt würde.“

## Tätigkeiten des Vereins
Die Arbeit des Vereins ist in mehrere Arbeitsgemeinschaften aufgeteilt:
- AG für Archäologie
- AG für Altertum und Frühmittelalter
- AG für Zeitgeschichte
- AG für die plattdeutsche Sprache
- AG für Genealogie

Besondere Aktivitäten stellen die Initiierung und Teilnahme an historischen Ausgrabungen dar. So wurden Überreste der Kirche am Jostberg und der Kirche bei Hof Meyer zu Müdehorst entdeckt und mehrere Ausgrabungen auf dem Gelände der Sparrenburg durchgeführt.

## Bauernhausmuseum Bielefeld
Der Verein eröffnete 1917 das Bauernhausmuseum Bielefeld auf der Ochsenheide in Bielefeld, das später Teil der Städtischen Museen wurde. Dessen Haupthaus brannte in der Nacht vom 22. auf den 23. Mai 1995 völlig ab. Als Ersatz wurde der Mölleringhof aus Rödinghausen auf das Museumsgelände versetzt. Am 28. August 1999 konnte das Museum wiedereröffnet werden.
Mittlerweile umfasst das Museum neun Gebäude: 
- Hof Möllering aus Rödinghausen (erbaut 1590)
- Backhaus (1764)
- Spieker (1795)
- Windmühle (1686)
- Bokemühle (1826)
- Scheune (1807) mit Nutzung als Museumscafé
- Handwerkerhaus aus Vlotho(1568) mit Durchführung von museumspädagogischen Angeboten

## Publikationen
Das Organ des Vereins sind die Ravensberger Blätter. Diese erscheinen halbjährlich im Umfang von etwa 100 Seiten und enthalten gebündelt zu einem Thema drei oder vier regionalgeschichtliche Aufsätze.
Die Jahresberichte des Historischen Vereins für die Grafschaft Ravensberg erscheinen jährlich. Sie enthalten neben dem Protokoll der Mitgliederversammlung und dem Bericht über die Arbeit des Vereins ebenfalls einige regionalgeschichtliche Aufsätze. Die Jahresberichte sind mittlerweile auch bis ins Jahr 1999 online verfügbar.
Daneben gibt es eine Reihe für Sonderveröffentlichungen des Historischen Vereins.

## Gustav-Engel-Preis
Zum Gedenken an den langjährigen Vorsitzenden Gustav Engel vergibt der Verein seit 1990 jährlich den Gustav-Engel-Preis. Damit sollen der geschichtswissenschaftliche Nachwuchs gefördert, die wissenschaftliche Forschung zur Geschichte der Stadt Bielefeld und des Ravensberger Landes angeregt sowie die Beziehungen zwischen der Region und der Universität Bielefeld verstärkt werden. Der Preis ist mit 2.000 € dotiert und es werden in der Regel Abschlussarbeiten einer der westfälischen Universitäten ausgezeichnet.